# Acidosasa lingchuanensis
Acidosasa lingchuanensis är en gräsart som först beskrevs av Cheng De Chu och Chi Son Chao, och fick sitt nu gällande namn av Q.Z.Xie och X.Y.Chen. Acidosasa lingchuanensis ingår i släktet Acidosasa och familjen gräs. Inga underarter finns listade i Catalogue of Life.